# Верхняя Фоминовка
 Верхняя Фоминовка  — село в Бавлинском районе Татарстана. Входит в состав Поповского сельского поселения.

## География
Находится в юго-восточной части Татарстана на расстоянии приблизительно 25 км по прямой на юг-юго-запад от районного центра города Бавлы.

## История
Основана в начале XIX века переселенцами из Курской губернии. С 1920-х годов до 1959 учитывалось как 2 населенных пункта: Верхняя Фоминовка и Нижняя Фоминовка. В советское время работали колхоз им. Сталина, совхозы «Кандызский», Фоминовский", позднее ТОО «Фоминовское».

## Население
Постоянных жителей было: в 1859 году — 725, в 1897—1129, в 1920—1284, в 1926—530, в 1938—473, в 1949—387, в 1970—621, в 1979—411, в 1989—272, в 2002 − 297 (русские 73 %), 240 в 2010.